# La vita è bella (film 1943)
La vita è bella è un film del 1943 diretto da Carlo Ludovico Bragaglia.

## Trama
Il conte Alberto Morandi, un giovane nobile romano caduto in rovina a causa del gioco d’azzardo, ha deciso di togliersi la vita. Proprio mentre sta per compiere il gesto estremo, viene fermato da un misterioso professore, il dottor Luca Lucedius , che gli propone un curioso patto: fare da cavia ad un siero "miracoloso" che il professore ha, fino a quel momento sperimentato solo su dei conigli.
Per fare questo gli dà 30.000 lire sufficienti per passare agiatamente dieci giorni, il tempo necessario che il professore appronti il siero da iniettare al conte. Per Alberto, ormai disilluso e senza più nulla da perdere, è un rischio accettabile: morire subito o fra dieci giorni non fa differenza così firma un impegno con il professore. 
Durante la notte, però, il conte fa un incontro destinato a cambiare il corso della sua settimana: Matteo Boccaloni, un simpatico vagabondo, lo coinvolge in una piccola fuga verso la campagna. I due finiscono per essere ospitati in una fattoria gestita da due sorelle dai caratteri opposti. La maggiore, Virginia, è una pittrice sognatrice dal temperamento vulcanico, costantemente corteggiata con goffa passione dal timido musicista Leone. La più giovane, Nadina, è un’efficiente perito agrario che manda avanti da sola la fattoria con orgoglio e determinazione. Alberto, inizialmente spaesato e ancora legato ai suoi modi da aristocratico, viene pian piano coinvolto nella vita rurale. Il lavoro nei campi, la serenità del paesaggio e l'autenticità delle persone che lo circondano cominciano a fargli intravedere un senso nuovo nell’esistenza. L'amicizia con Matteo si fa sincera, l’ammirazione per Nadina cresce, e perfino le schermaglie comiche tra Virginia e Leone sembrano restituirgli un senso perduto di umanità. Al termine dei dieci giorni, fedele alla parola data, Alberto si presenta dal professor Lucedius, pronto a sottoporsi all'esperimento. A sorpresa, anche Nadina si presenta da lui, informata di tutto da Matteo. Il medico, allora, rivela ad Alberto qualcosa di sorprendente.